# Pseudomacraspis cupripennis
Pseudomacraspis cupripennis är en skalbaggsart som beskrevs av Ohaus 1908. Pseudomacraspis cupripennis ingår i släktet Pseudomacraspis och familjen Rutelidae. Inga underarter finns listade i Catalogue of Life.